# Bernhard Steinberger
Bernhard Steinberger, född 17 september 1917 i München, död 16 december 1990 i Berlin, var en tysk ekonom, antifascist och dissident.
Steinberger var utbildad ingenjör. Under nazisttiden vistades han i exil i Schweiz, och 1945 blev han medlem i Tysklands kommunistiska parti (KPD). Efter andra världskrigets slut återvände han till Bayern i den amerikanska ockupationszonen (senare Västtyskland) där han började återuppbygga KPD, men 1947 flyttade Steinberger därifrån till Leipzig i den sovjetiska ockupationszonen (senare Östtyskland). Där började han studera ekonomi vid universitetet och blev medlem i Tysklands socialistiska enhetsparti (SED). 
1949 greps Steinberger och mellan 1950 och 1955 satt han i straffläger i Sovjetunionen, men återvände därpå till DDR. 1956 blev han rehabiliterad av SED och började studera vid Östtysklands vetenskapsakademi. I november samma år häktades han dock igen, och 1957 dömdes han till fyra års fängelse av högsta domstolen i Östtyskland samtidigt som en kampanj i syfte att svartmåla honom pågick i pressen. Efter att ha blivit frisläppt 1960 arbetade han först inom industrin, men därefter på ekonomihögskolan i Berlin, där han 1967 blev doktor.
1989 började Steinberger verka som rådgivare åt oppositionsorganisationen Neues Forum. Domen mot honom från 1957 upphävdes den 30 mars 1990.